# Cosaques de l'Oussouri

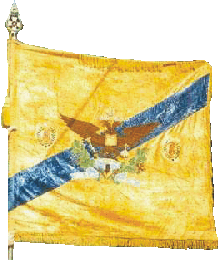
Étendard des cosaques de l’Oussouri, 1906.

Les cosaques de l’Oussouri (en russe : Уссури́йские казаки́) ou l’armée cosaque de l’Oussouri (Уссури́йское каза́чье во́йско) est une communauté cosaque de l’empire russe située dans l’oblast de Primorié. Elle date de 1889 et exista jusqu’à la révolution russe. L’état-major était situé à Vladivostok puis à Iman.

## Histoire
L’armée cosaque de l’Oussouri a été créée en 1889 à partir d’un demi-bataillon de cosaques du fleuve Amour puis plus tard renforcée par des cosaques venus du Don et du Kouban. La mission de ces cosaques était de garder la frontière avec la Chine le long des fleuves Oussouri, Soungari et du lac Khanka.
En 1916 les cosaques de l’Oussouri étaient 39 900, répartis en six stanitsas regroupant un total de 76 villages. Ils participèrent à la guerre russo-japonaise et à la Première Guerre mondiale. Durant la guerre civile russe une majorité de cosaques s’engagea du côté des armées blanches.
En 1922 l’armée fut dissoute.

## Reformation
Après la chute du système soviétique les cosaques de la fédération de Russie reconstituent leur unités traditionnelles. La communauté de l’armée des cosaques de l’Oussouri a été reconnue par décret présidentiel du 17 juin 1997.

## Couleurs
Les cosaques de l’Oussouri portent traditionnellement des bandes de pantalon et des casquettes à bandeaux jaunes sur un uniforme vert foncé (comme les cosaques du fleuve Amour) mais avec des pattes d’épaule jaunes à liseré vert.